# Бёрч, Томас
Томас Бёрч (англ. Thomas Birch; 1779—1851) — американский гравёр и художник-маринист британского происхождения.

## Биография
Родился в 1779 году в Лондоне.
В 1794 году приехал в США и помогал своему отцу-художнику Уильяму Бёрчу в подготовке большой коллекции гравюр «Birch's Views of Philadelphia» (1800). Подписчиками этой серии работ были президент США Джон Адамс и вице-президент Томас Джефферсон. Гравюры хорошо продавались, выйдя несколькими изданиями: они включали виды Нью-Йорка и пригородных усадеб, окружающих Филадельфию и Балтимор. Первой главной картиной сына считается гравюра с видом на Филадельфию 1804 года. До 1807 года Томас писал портреты, после чего занялся морской живописью. 
Часть его самых известных работ изображают морские сражения Англо-американской войны 1812 года. Известной стала работа, изображающая морское сражение между американским USS United States и английским HMS Macedonian , которая висел в Овальном кабинете президента США Джона Кеннеди. Картина была продана на аукционе в 2008 году за 481 000 долларов, установив рекорд цены для работ Томаса Бёрча.
В течение сорока лет, начиная с 1811 года, Бёрч регулярно выставлялся в Пенсильванской академии художеств, а в 1812—1817 годах он заведовал музеем академии. Работы Томаса Бёрча находятся во многих музеях США: в Пенсильванской академии, в библиотеке Library Company of Philadelphia и Художественном музее Филадельфии, а также в Смитсоновском музее американского искусства, Военно-морской академия США, Бостонском музее изящных искусств и других местах.
В 1833 году художник был избран в Национальную академию дизайна в качестве почетного члена.
Умер 3 января 1851 года в Филадельфии.

Некоторые работы
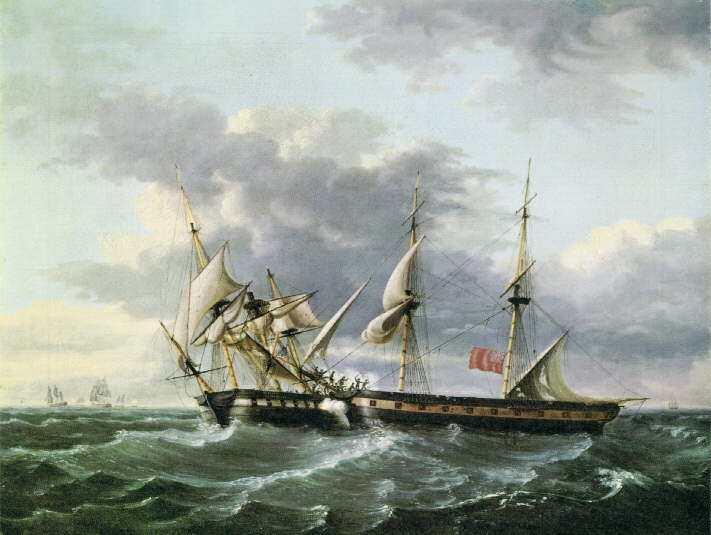
USS Wasp boarding HMS Frolic, 1815
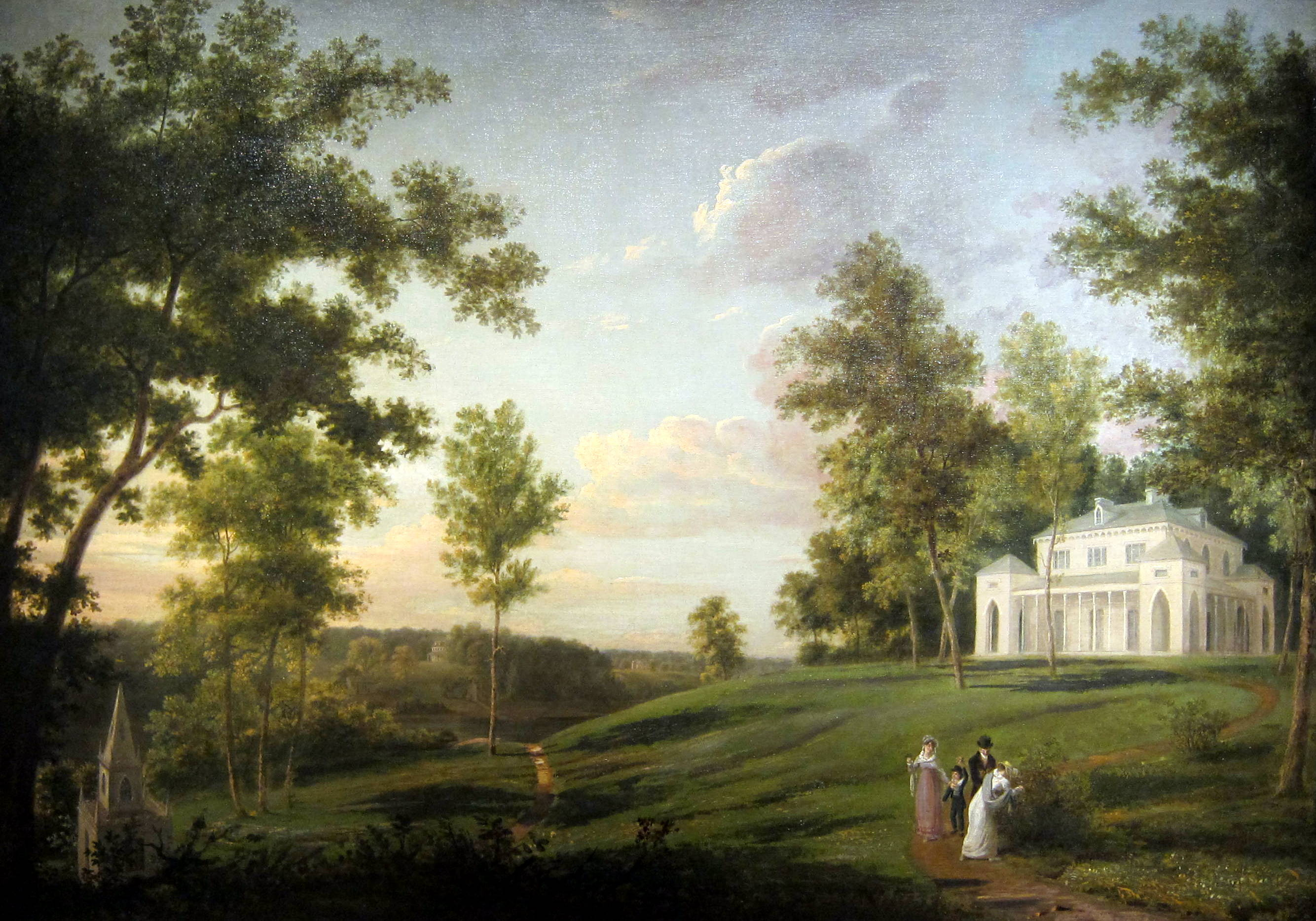
Sedgeley Park, Philadelphia, 1819
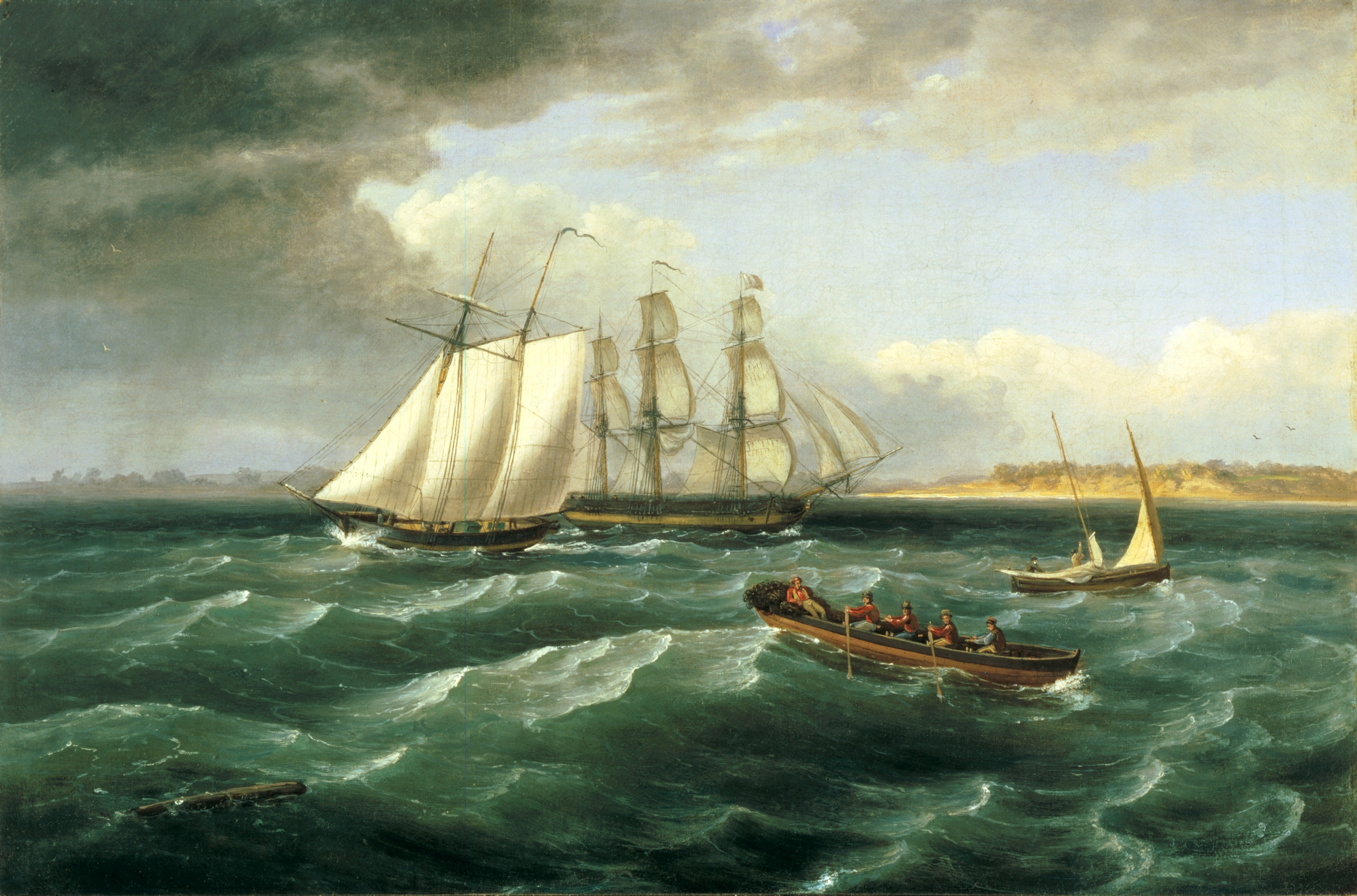
Mouth of the Delaware, 1828
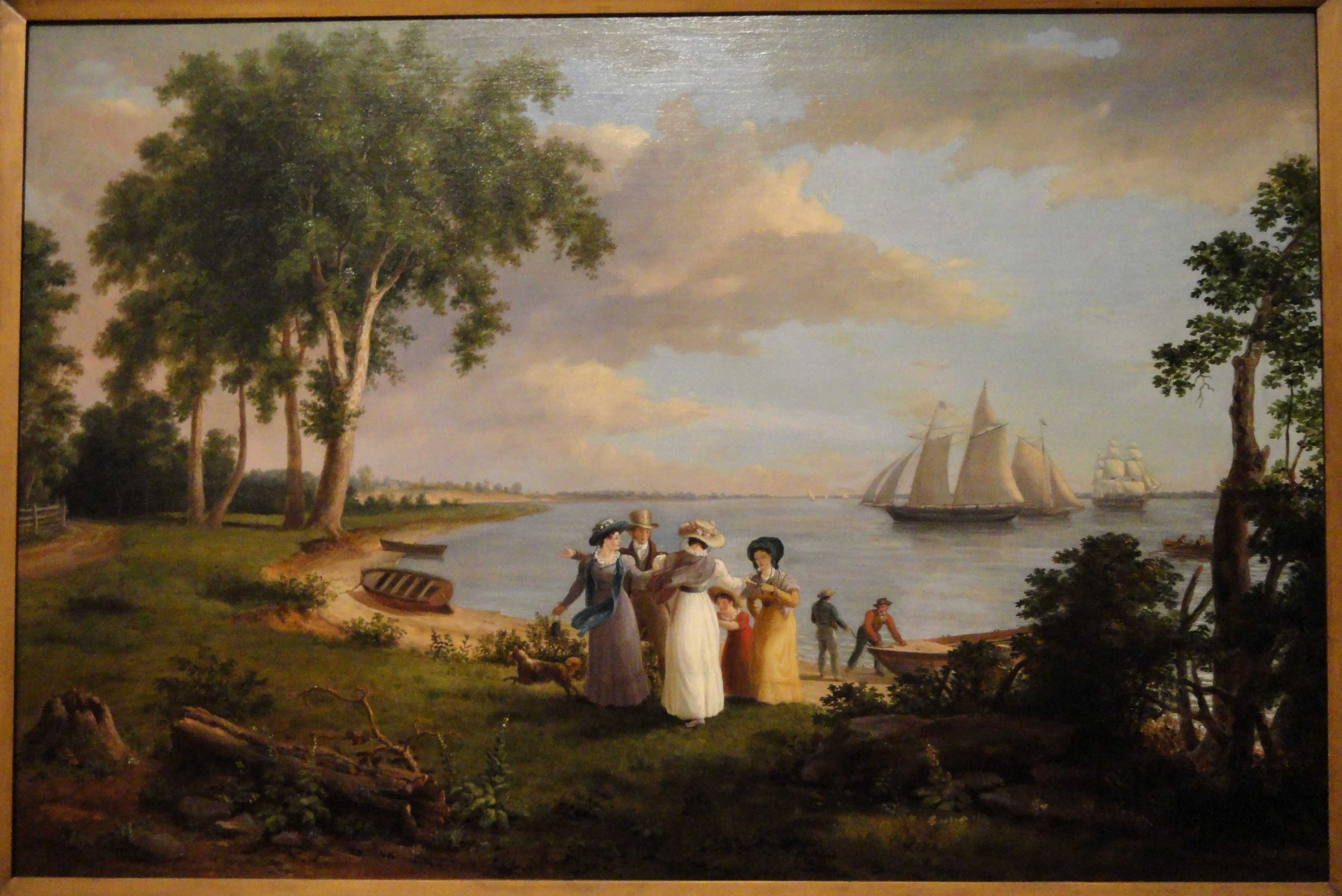
View of the Delaware near Philadelphia, 1831
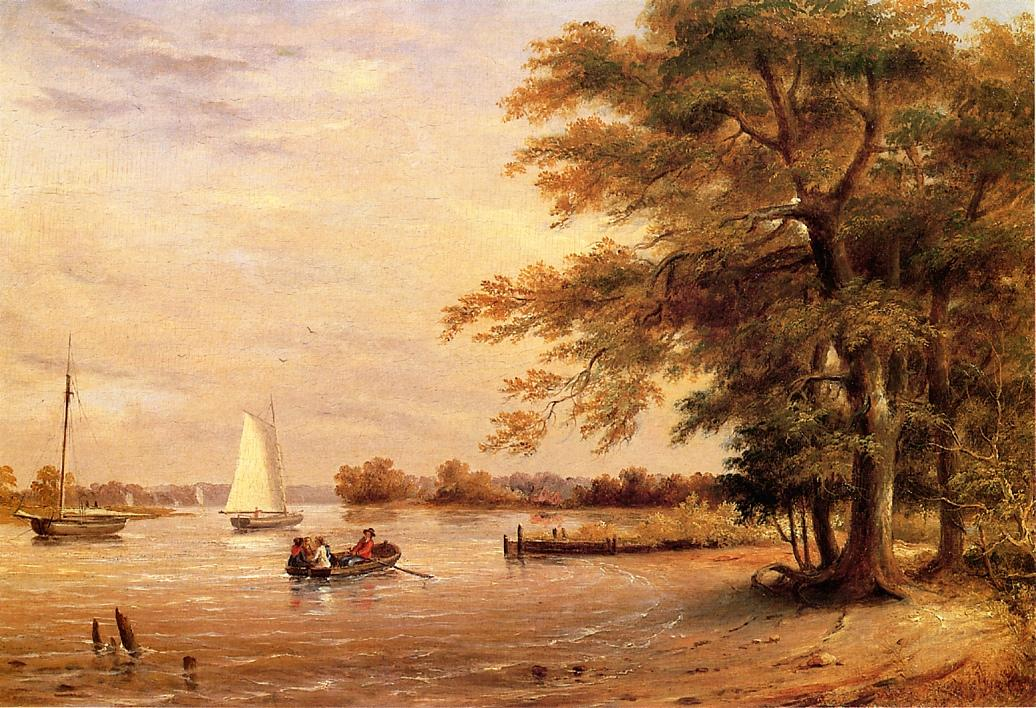
On the Shrewsbury River, Redbank, New Jersey, 1840